# 王作尧
王作尧（1913年—1990年7月3日），广东东莞厚街镇西门巷人，中国人民解放军将领、中国人民解放军少将。
1934年，毕业于黄埔军校燕塘分校第七期（比照总校第十一期），1936年9月加入中国共产党。1938年5月，任中共东莞中心县委宣传部长兼武装部长。1938年10月15日，王作尧任东莞县抗日模范壮丁队队长队长，开展抗日游击战争。1940年9月，任广东人民抗日游击队第五大队队长。1943年12月，任东江纵队副司令员兼参谋长。第二次国共内战时期，先后任华东军政大学第四大队大队长，华东野战军第十纵队副参谋长、华北军政大学教育部副教育长、两广纵队副司令员兼第二师政治委员。
中华人民共和国成立后，任广东军区江防司令部副司令员、广东军区副参谋长、广州防空司令部司令员、1951年任华南军区防空部队司令员。1952年2月赴朝鲜学习观战，回国后任中南军区防空部队第一副司令员。1953年王作尧被内定为“历史不清”的“内挂人物”受控制使用，被免去现职。1954年12月入高级防空学校学习，任高级班主任兼代理训练部长。1955年肃反运动中，被定为肃反对象。1955年12月，授予大校军衔。1956年底任沈阳军区防空军第一副司令员、武汉军区防空军第一副司令员、武汉军区空军副司令员等职。1957年授予一级独立自由勋章和一级解放勋章。1961年晋升中国人民解放军少将。1979年12月当选广东省人大常委会副主任。1990年7月3日，王作尧在广州病逝。